# 649 هـ
649 هـ هي سنة في التقويم الهجري امتدت مقابلةً في التقويم الميلادي بين سنتي 1251 و1252.

## وفيات
- ابن الجميزي
- ابن سهل الأندلسي

- قيصر تعاسيف